# Fast Man Raider Man
Fast Man Raider Man är ett soloalbum av före detta Pixies-frontmannen Frank Black som släpptes den 19 juli 2006. Albumet är det andra Black spelade in i Nashville.

## Låtlista

### Första skivan
1. "If Your Poison Gets You"
2. "Johnny Barleycorn"
3. "Fast Man"
4. "You Can't Crucify Yourself"
5. "Dirty Old Town"
6. "Wanderlust"
7. "Seven Days"
8. "Raider Man"
9. "End Of The Summer"
10. "Dog Sleep"
11. "When The Paint Grows Darker Still"
12. "I'm Not Dead" (I'm In Pittsburgh)
13. "Golden Shore"

### Andra skiva
1. "In The Time Of My Ruin"
2. "Down To You"
3. "Highway To Lowdown"
4. "Kiss My Ring"
5. "My Terrible Ways"
6. "Fitzgerald"
7. "Elijah"
8. "It's Not Just Your Moment"
9. "Real El Ray"
10. "Where The Wind Is Going"
11. "Holland Town"
12. "Sad Old World"
13. "Don't Cry That Way"
14. "Fare Thee Well"